# Меморіальні та анотаційні дошки Вінниці

## Анотаційні дошки і пам'ятні знаки
| Зображення | На честь кого, чого чи якої події | Адреса                                        | Дата встановлення |
|            | Вулицю названо на честь 20-річчя з дня визволення міста Вінниці від німецько-фашистських загарбників героїчною радянською армією                                                                      | вулиця Визволення, 2                          |                   |
|            | Заболотний Данило Кирилович, академік | вулиця Заболотного, 8                         | 24 листопада 2016 |
|            | Вулиця від 1917 року носить ім'я Людвіга Івановича Маліновського (1875—1917) видатного лікаря, талановитого хірурга, активного засновника Вінницької Пироговської лікарні. Скульптор В.Смаровоз.      | вулиця Пирогова, 27/Маліновського, 1          | 2007              |
|            | Вулиця носить ім'я нашого земляка Василя Васильовича Порика (1920—1944) — Героя Радянського Союзу, одного з керівників партизан на півночі Франції в період Другої світової війни.                    | вулиця Порика, 1                              |                   |
|            | «И долго буду тем любезен я народу, что чувства добрые я лирой пробуждал…» Ця вулиця носить ім'я генія світової культури Олександра Сергійовича Пушкіна (1799—1837). До 200-річчя від дня народження. | вулиця Пушкіна, 4. Готель «Поділля».          |                   |
|            | Барельєф засновникам слов'янської абетки Кирилу та Мефодію з пам'ятною дошкою. Художньо-виробничий комбінат.                                                                                          | вулиця Соборна, 73. Бібліотека ім. Тімірязєва | 2004              |
|            | «Майдан Небесної Сотні. Площа названа на честь загиблих Героїв — учасників Революції Гідності, згідно з рішенням Вінницької міської ради від 27.02.2014 р. Слава Україні! Героям слава!»              | майдан Небесної сотні                         | 17 Лютого 2017    |
|            | Скалецький Родіон Андрійович (1899—1984) — український композитор, послідовник Миколи Леонтовича, автор 598 оригінальних музичних творів, хоровий диригент                                            | вулиця Пирогова, 51 / вулиця Скалецького, 2   |                   |

## Меморіальні дошки

### На честь людей
| Зображення | Кому присвячено, короткі відомості | Адреса | Дата встановлення |
|            | В этом доме в 1941—1942 гг. находился штаб Винницкой подольской коммунистической организации, которой руководил Герой Советского Союза И. В. Бевз. Скульптор В. Смаровоз. | вулиця Бевза, 15. Музей-садиба М. М. Коцюбинського                                                                         |                   |
|            | Білик Василь Степанович | вулиця Лебединського, 13. Вище художнє професійно-технічне училище № 5                                                     | 28 квітня 2017    |
|            | Двічі Герою Радянського Союзу Бойко І. Н. (1910—1975) | вулиця Пирогова, 57. Медичний коледж ім. академіка Д. К. Заболотного.                                                      |                   |
|            | Бондарчук Володимир Микитович | вулиця Пушкіна, 40 |                   |
|            | Бруй Федір Пилипович, Герой Радянського Союзу | вулиця Симона Петлюри, 28                                                                                                  | 7 травня 2013     |
|            | У цьому будинку в 1913—1914 рр. жив визначний військовий діяч Олексій Олексійович Брусилов | вулиця Артинова, 5 |                   |
|            | Олексій Олексійович Брусилов. Герою генералу I світової війни 1914—1918 на честь Брусилівського прориву (дошка частково демонтована). Скульптор Ю.Козерацький | вулиця Артинова, 5 | 2006              |
|            | В этой школе в годы Великой Отечественной войны действовал центр подпольной работы с молодежью Винницы под руководством Ивана Будаева (Бутенко) 1921—1943 гг. Расстрелян гестапо. | вулиця Володарського, 4. Вінницький технічний ліцей                                                                        |                   |
|            | Бурбело Олександра Сергіївна | Хмельницьке шосе, 27. Школа № 26                                                                                           | 31 травня 2016    |
|            | Василенко Костянтин Прокопович | вулиця Зодчих, 22 | 25 серпня 2015    |
|            | Видатному українському режисеру народному артисту СРСР, України Ф. Г. Верещагіну, який працював в цьому театрі з 1946 по 1986 рр. | вулиця Театральна, 13. Музично-драматичний театр ім. М. К. Садовського                                                     |                   |
|            | В этой школе учился руководитель Винницкой комсомольской группы Игорь Войцеховский (1922—1943) расстрелян гестапо. Скульптор Я.Куленко. | вулиця Винниченка, 26. Школа № 8                                                                                           |                   |
|            | Видатному українському хірургу, заслуженому діячу науки Української РСР, доктору медичних наук, професору Грабченко І. М. | |                   |
|            | Долінський Віктор Григорович, прапорщик, військовослужбовець Національної гвардії України | Немирівське шосе, 78. Вище професійне училище № 11                                                                         | 5 травня 2016     |
|            | Герою Радянського Союзу Железному М. Я. (09.05.1910-19.05.1974). | вулиця Порика, 29. Головне управління житлово-комунального господарства, енергетики, транспорту та зв'язку Вінницької ОДА. |                   |
|            | Захарчук Олександр Петрович, солдат Збройних сил України | проспект Космонавтів, 32. Школа № 23                                                                                       | 1 грудня 2015     |
|            | Зулінський Сергій Миколайович, молодший сержант Збройних сил України | | 6 червня 2015     |
|            | Зулінський Сергій Миколайович, молодший сержант Збройних сил України | вулиця Лебединського, 13. Вище художнє професійно-технічне училище № 5                                                     | 28 квітня 2017    |
|            | Капінос Олександр Анатолійович, Герой України | вулиця Стеценка, 57 | 10 березня 2016   |
|            | Каплінський Олександр Валерійович, підполковник | вулиця Владислава Городецького, 21. Школа № 7                                                                              | 19 березня 2015   |
|            | Коваленко Петро Миколайович, український військовослужбовець, десантник, старший солдат Збройних сил України | Немирівське шосе, 78. Вище професійне училище № 11                                                                         | 5 травня 2016     |
|            | Ковальчук Іван Іванович, Герой Радянського Союзу | вулиця Визволення, 8. Адмінбудівля облспоживспілки                                                                         |                   |
|            | Герою Радянського Союзу Ковальчуку І. І. (1918—2006) | вулиця Пирогова, 57. Медичний коледж ім. академіка Д. К. Заболотного.                                                      |                   |
|            | Командиру другої Української партизанської бригади Кондратюку Анатолію Герасимовичу, який проживав у цьому будинку з 1944 по 1984 рр. | вулиця Гоголя, 16 |                   |
|            | Костюк Євген Віталійович | вулиця Тараса Сича, 38. Школа № 11                                                                                         | 25 травня 2017    |
|            | В цьому будинку, колишньому реальному училищі, в жовтні 1891 р. видатний український письменник Михайло Михайлович Коцюбинський склав екстерном іспит на звання народного вчителя. | вулиця Соборна, 87. Вінницький торговельно-економічний інститут                                                            |                   |
|            | Ладаняк Іван Каленович. Скульптор Козерацький Ю. Е. | вулиця Визволення, 8. Адмінбудівля облспоживспілки                                                                         |                   |
|            | Левада Юрій Олександрович, соціолог | вулиця Гоголя, 18. Школа № 4                                                                                               |                   |
|            | Майборода Дмитро Олександрович та Могилко Костянтин Вікторович, Герої України | вулиця Визволення, 2 | 14 червня 2016    |
|            | Матвєєв Анатолій Володимирович, старший солдат | вулиця Лебединського, 13. Вище художнє професійно-технічне училище № 5                                                     | 28 квітня 2017    |
|            | Маркович Дмитро Васильович | вулиця Соборна, 67. Будинок міської думи                                                                                   |                   |
|            | Могилко Костянтин Вікторович, Герой України | проспект Космонавтів, 32. Школа № 23                                                                                       | 17 вересня 2014   |
|            | Москаленко Кирило Семенович, двічі Герой Радянського Союзу. Скульптор В.Смаровоз | вулиця Князів Коріатовичів, 185. Військово-медичний центр ВПС України                                                      |                   |
|            | Будинок побудовано по проекту Заслуженого будівельника України Откаленка Костянтина Опанасовича (1918—1990) у 1968 р. | вулиця Артинова, 46 |                   |
|            | Пікус Євген Михайлович | вулиця Стрілецька, 62. Школа № 30                                                                                          | 21 березня 2015   |
|            | «… Без незалежної України не може бути незалежної Польщі…» В залі цього будинку 17 травня 1920 року виступив з промовою голова відродженої Польської держави Юзеф Пілсудський, який перебував у Вінниці на запрошення Уряду Української Народної Республіки. Фундатором дошки є місто Кельце. Напис українською та польською мовами. | вулиця Соборна, 67. Будинок міської думи                                                                                   | 2008              |
|            | Поліщук Олег Васильович | вулиця Некрасова, 48. Школа № 32                                                                                           | 13 листопада 2017 |
|            | Прилипко Володимир поет, археолог. Наш земляк жив і творив у цьому будинку. Скульптор Ю. Козерацький. | вулиця Костянтина Василенка, 6                                                                                             | 2008              |
|            | Присяжнюк Ігор Васильович | вулиця Келецька, 62. Школа № 15                                                                                            | 17 травня 2017    |
|            | В этой школе училась отважная участница Винницкого подполья в годы Великой Отечественной войны Герой Советского Союза Ратушная Лариса Степановна (1921—1944). Скульптор В. Смаровоз. | вулиця Винниченка, 26. ЗОСШ № 8                                                                                            |                   |
|            | У цьому будинку проживала підпільниця-комсомолка періоду Великої Вітчизняної війни в 1941—1945 рр. Ляля (Лариса Степанівна) Ратушна, котра загинула у героїчній боротьбі з фашистськими загарбниками. | вулиця Пушкіна, 1 |                   |
|            | В цьому будинку в 1967-68 рр. навчалась Юлія Рябчинська, чемпіонка XX Олімпійських ігор з веслування на байдарках і каное | вулиця Грушевського, 2. Медичний коледж ім. академіка Д. К. Заболотного.                                                   |                   |
|            | Видатному кінорежисеру І. А. Савченку (11.10.1906-14.12.1950), який працював в цьому театрі з 1922 по 1926 рр. | вулиця Театральна, 13. Музично-драматичний театр ім. М. К. Садовського                                                     |                   |
|            | Родині Савчуків | вулиця Магістратська, 41                                                                                                   |                   |
|            | У цьому будинку проживав Заслужений художник України живописець Олексій Сидоров 1924—2001. Автор В. Оврах. | вулиця Артинова, 38 |                   |
|            | Сищиков Микола Сергійович, Герой Радянського Союзу | вулиця Данила Галицького, 16                                                                                               | 7 травня 2013     |
|            | Смаровоз Володимир Іванович | вулиця Пушкіна, 2 | 2009              |
|            | Активному учаснику Вінницького комсомольського підпілля Володимиру Соболеву (1924—1943) | вулиця Соборна, 94. ЗОСШ № 2                                                                                               |                   |
|            | Соловйов Олександр Павлович з 1952 по 1986 рр. працював директором школи, видатний педагог, Заслужений учитель України. | вулиця Олександра Соловйова, 2. Фізико-математична гімназія № 17                                                           |                   |
|            | Сорока Аркадій Васильович | вулиця Пушкіна, 2 |                   |
|            | У Вінницькому педагогічному інституті ім. М. Острозького з 1930 по 1933 р. навчався Герой Соціалістичної праці Лауреат Ленінської та Державних премій СРСР та УРСР видатний український письменник Михайло Панасович Стельмах | вулиця Острозького, 24/32. Головний корпус педуніверситету                                                                 |                   |
|            | Яну Фабріціусу (1877—1920) Герою громадянської війни, який проживав в цьому будинку в 1920—1922 рр. | вулиця Грушевського, 30 |                   |
|            | Заслуженому лікарю України, головному лікарю клінічної лікарні № 3, який впродовж 35-ти років працював на цій посаді, депутату районної та міської рад Фейцаренко Анатолію Івановичу (1937—2007). | вулиця Маяковського, 138. Адмінбудинок міської клінічної лікарні № 3.                                                      | 2008              |
|            | Філіповський Іван Митрофанович, Герой Радянського Союзу (1909—1992) | вулиця Соборна, 73. Бібліотека ім. Тімірязєва                                                                              | 27 червня 2005    |
|            | Фіщук Василь Максимович, Герой Радянського Союзу (15.07.1921-12.03.1991) | вулиця Порика, 29. Головне управління житлово-комунального господарства, енергетики, транспорту та зв'язку Вінницької ОДА. |                   |
|            | Тут в колишньому будинку Червоної Армії містилась середня школа, в якій вчився видатний радянський полководець, генерал Армії, двічі Герой Радянського Союзу Іван Данилович Черняховський | вулиця Миколи Оводова, 22. Укртелеком                                                                                      | 1976              |
|            | Чорнобаєв Микола Іванович | вулиця Лебединського, 13. Вище художнє професійно-технічне училище № 5                                                     |                   |
|            | Чернецький В'ячеслав Йосипович, матрос | вулиця Лебединського, 13. Вище художнє професійно-технічне училище № 5                                                     | 28 квітня 2017    |
|            | В цьому будинку жив видатний лікар, доктор медицини, професор Борис Соломонович Шкляр. | вулиця Грушевського, 48 |                   |
|            | Семен Якерсон, сотник армії УНР | вулиця Соборна, 87. Вінницький торговельно-економічний інститут                                                            | 6 грудня 2017     |

### На честь подій
| Зображення | Текст | Адреса                                    | Дата встановлення |
|            | В цьому будинку в 1919 році тимчасово знаходився Уряд Української Народної Республіки. Скульптор Бурдейний А.                                                                              | вулиця Миколи Оводова, 36. Готель «Савой» |                   |
|            | На честь навчальної команди Української Галицької Армії. З 20 серпня по 21 грудня 1919 року саме у цій будівлі розташовувався Генштаб Збройних сил Західноукраїнської Народної Республіки. | вулиця Соборна, 43                        | 14 жовтня 2016    |

## Демонтовані дошки
| Зображення | Кому або чому була присвячена | Адреса                                           | Дата встановлення | Дата демонтажу |
|            | «В цьому будинку 17 січня в 1918 р. Вінницька Рада робітничих і селянських депутатів проголосила встановлення Радянської влади в м. Вінниці». Скульптор В. Смаровоз. | вулиця Соборна, 67. Будинок міської думи         | 1967              | січень 2016    |
|            | «Проспект назван в честь ленинского комсомола. В этом месте заложена капсула с обращением к комсомольцам XXI века» | проспект Юності                                  |                   | січень 2016    |
|            | «В годы Великой Отечественной войны, в период временной оккупации немецко-фашистскими захватчиками на территории Винницкой области действовали 2 подпольных обкома, 4 межрайкома, 16 райкомов партии, 3 партийных центра, которые возглавляли народную борьбу в тылу врага». Скульптор В. Смаровоз | вулиця Соборна, 70. Будинок облдержадміністрації |                   | січень 2016    |
|            | «Вулицю названо ім'ям Мойсея Марковича Володарського (1891—1918) — активного учасника боротьби за владу Рад, члена президії ВЦВК» | вулиця Монастирська, 49/Миколи Оводова, 81       |                   | січень 2016    |
|            | «Вулиця носить ім'я Карла Лібкнехта (1871—1919), видатного діяча німецького і міжнародного робітничого руху, одного з засновників Комуністичної партії Німеччини» | вулиця Гоголя, 13                                |                   | січень 2016    |
|            | «Вулиця носить ім'я Миколи Олексійовича Островського (1904—1936) — видатного радянського письменника-трибуна, життя і творчість якого — приклад героїчного служіння Батьківщині» | вулиця Коцюбинського, 53                         |                   | січень 2016    |
|            | «В цьому будинку проживав в 1920-22 рр. Віталій Маркович Примаков (1898—1837) — відомий радянський діяч, активний учасник громадянської війни, командир корпусу Червоного козацтва» | вулиця Валентина Отамановського, 13              |                   | січень 2016    |
|            | В цьому будинку в 1919 р. містився штаб Першої радянської дивізії, якою командував Микола Щорс. Скульптор В. Смаровоз | вулиця Миколи Оводова, 36. Готель «Савой»        |                   | січень 2016    |
|            | Пам'ятна дошка на честь 100-річчя Леніна | вулиця Архітектора Артинова                      |                   | січень 2016    |